# Olga Sedakova
Olga Aleksandrovna Sedakova (Russisch: Ольга Александровна Седакова, Moskou, 26 december 1949) is een Russische dichter, auteur van culturele en literaire studies, filoloog en vertaler.
Zij studeerde linguïstiek aan de Moskouse Staatsuniversiteit en promoveerde in 1983 op een proefschrift over oude Slavische begrafenisrituelen.
Haar eerste gedichten kenden een ondergrondse verspreiding via Samizdat.
Ворота. Окна. Арки Poorten. Ramen. Bogen verscheen in Parijs in 1986. Vier jaar later kwam in Rusland voor het eerst een boek uit met Chinese Reis, gevolgd door Stèles en inscripties en Oude liedjes.
Een groot deel van haar oeuvre is gebundeld in vier delen: Gedichten, Vertalingen, Poëtica, Moralia (2010).
Vertalingen van haar werk verschenen in Engels, Italiaans en een tiental andere talen.
In het Nederlands: Chinese reis en andere gedichten, Amsterdam 2015, met vertaling en inleiding van Alexandre Popowycz en Hubert De Vogelaere, twee Gentse slavisten.
Een apart hoofdstuk is Dante Alighieri. Zij werkt aan een vertaling van de Divina Commedia. In Перевести Данте Dante vertalen 2020, heeft zij drie canti vertaald en toegelicht. Hierin kiest Olga Sedakova voor een letterlijke vertaling
.
Lezers en vertalers hebben de gelegenheid gekregen om Olga Sedakova in België te ontmoeten tijdens het festival Europalia Rusland (2005-2006) en ter gelegenheid van de Russian Days. in Flagey in december 2016.